# 鶴岡大二郎
鶴岡 大二郎（つるおか だいじろう、1969年5月20日 - ）は日本の俳優、映画プロデューサー。東京都葛飾区柴又出身。

## 来歴
東京都葛飾区柴又で生まれ、幼少の頃から演技（日本伝統芸能）を学び俳優業を始め、俳優以外に演出家・振付師・殺陣師として映像、舞台を多数手掛ける。
オーディションでスカウトされ、映像デビューを果たす。その後、数々の演劇会フェスティバルで最優秀演技賞を受賞、日本大学芸術学部に推薦入学する。
日本大学芸術学部卒業後、本格的に故萬屋錦之介のもとで、俳優として基本的な映像演技術から、礼儀、心構えを習得。個性俳優としてNHKを中心にドラマ、時代劇で活躍する。
演技・ダンス・アクション・殺陣の講師としても28年以上活動している。個々の潜在能力を活かし開発するカリキュラムを構築し、幼児から大人まで、多くの俳優を輩出している。
現在は主に裏方業を行っており、映画のプロデュース・キャスティング・各種映像コンテンツの制作、レイ・グローエンタテインメントの代表取締役として俳優のマネージメントを行っている。

## 出演

### テレビドラマ
- 大河ドラマ（NHK）
  - 徳川慶喜（1998年） - 茅根伊予之介 役
- 金曜時代劇
  - 新・腕におぼえあり 第16話（1998年、NHK） - 間瀬仲之進 役
- 木曜時代劇
  - 次郎長背負い富士 第7話（2006年、NHK） - 布橋兼吉 役
- 銭形平次 ～お裁き無用～ 第1話（全国朝日放送） - 与助 役
- 土曜ワイド劇場（全国朝日放送）
  - タクシードライバーの推理日記11（1999） - 目黒刑事 役
  - おばはん刑事!流石姫子4（2000年） - 田所純一 役
- 藤沢周平の人情しぐれ町 第8話（2001年、NHK） - 秀次 役
- 感染爆発〜パンデミック・フルー（2008年、NHK） - サラリーマンの同僚 役
- ドラマスペシャル（NHK）
  - 白洲次郎（2009） - 憲兵隊長 役
- 金曜日のスマ達へ（TBS） - 辰吉丈一郎の父 役

- BSプレミアム(NHK)
  - BS時代劇 塚原卜伝 第5話（2011年） - 鵜飼直実 役
  - その男、意識高い系。（2015年）第5話 - レポーター佐々木 役

### 映画
- 修羅がゆく（1995年） - 岸本雄二 役
- 女賭博師・花吹雪お涼（1996年） - 高品幸介 役隠忍術（2002年） - 南山の忍 役
- 平成残侠伝２ 外道は殺れ！（1997年） - 笹森俊昭 役
- スパイ・ゾルゲ（2003年） - 栗原安秀中尉 役
- GUN CRAZY episode4（2003年） - 木下賢一 役
- 巌流島-GANRYUJIMA-（2003年） - 佐々木小次郎 家臣 役
- メシア 伝えられし者たち（2004年） - 主守両刃 役
- 盲獣VS一寸法師（2004年） - 捜査課長 役
- デス・トランス（2005年）
- 実録・報復 - 大木和也 役
- 五日市市物語（2011年）友情出演
- 静かなるドン 新章3 頂上決戦!! 鮮血の大阪抗争編（2011年） - 坂本健 役

### 舞台
- 唐版 瀧の白糸（蜷川幸雄演出、2000年1月7日～26日、渋谷・シアターコクーン）

## プロデュース作品

### 映画
- メシア－伝えられし者たち－（2004年） - プロデューサー
- Monja（2006年） - プロデューサー
- ストーンエイジ（2006年） - プロデューサー
- コトリタチの楽園（2006年） - プロデューサー
- 因幡の白うさぎ（2006年） - プロデューサー
- トカゲ飛んだ？（2006年） - プロデューサー
- ネコと金魚の恋物語（2006年） - プロデューサー
- 一億の猫（2006年） - プロデューサー
- かべちょろ家守（2006年） - プロデューサー
- ハプニング（2008年） - プロデューサー
- 本当にあった怖い話（2008年） - プロデューサー
- バカ裁判（2009年） - プロデューサー
- 華鬼（2009年） - プロデューサー
- 実録！リアル恐怖ＤＸ（2009年） - プロデューサー
- すべらない怖い話（2010年） - プロデューサー
- 草食系男子。（2010年） - プロデューサー
- 肉食系女子。（2010年） - プロデューサー
- 逃走中 殺人ハンター（2010年） - プロデューサー
- ゲゲゲの女房（2010年） - 共同プロデュース
- コネコノキモチ（2011年） - プロデューサー
- メサイア（2011年） - プロデューサー
- あなたの知らない怖い話 劇場版（2012年） - プロデューサー
- メサイア-漆黒ノ章-（2013年） - プロデューサー
- 東京トワイライト（2013年） - エグゼクティブプロデューサー
- アルプス女学園（2014年） - プロデューサー
- 怖い警察（2015年）- プロデューサー
- a20153の青春（2022年） - キャスティング

### ドラマ
- おいしいひとり酒（2017年） - キャスティング